# Logik der Forschung
Logik der Forschung. Zur Erkenntnistheorie der modernen Naturwissenschaft (Impressum 1935, tatsächlich 1934) bzw. The Logic of Scientific Discovery (1959) ist das erkenntnistheoretische Hauptwerk von Karl Popper. Er charakterisiert darin empirische Wissenschaft über das Abgrenzungskriterium der Falsifizierbarkeit und vertritt den Standpunkt, dass sie die Falsifikation als Methode anwenden sollte.

## Entstehung
Poppers Lerntheorie bzw. der Theorie des Wissenserwerbs, die er in der Logik der Forschung entwickelt, folgt Kants Primat des theoretischen Denkens. Der Mensch als gedächtnisbegabter, lernender Organismus entwickelt aktiv Erwartungen, die durch Versuch und Irrtum schrittweise korrigiert werden. Diese Lernpsychologie wird von Popper in seinem erkenntnistheoretischen Hauptwerk in eine logische Untersuchung der wissenschaftlichen Forschung zu einer Methodologie gewendet, wobei er sich in seiner Darstellungsweise hauptsächlich an die seinerzeit dominante Wissenschaftsphilosophie des Wiener Kreises richtet.
In der englischen Tradition der Erkenntnistheorie, von Bacon über Locke bis zu Hume und John Stuart Mill, wird der Wahrheitsanspruch wissenschaftlicher Behauptungen durch die Ableitung von Gesetzesaussagen aus empirischen Einzelbeobachtungen zu gewährleisten gesucht (sog. induktive Methode). Popper zufolge ist das dieser Methode innewohnende Induktionsproblem logisch unlösbar. Im Gegensatz hierzu ist es logisch durchführbar, durch besondere Aussagen allgemeine Aussagen zu widerlegen. Demzufolge plädiert Popper für seine deduktive Methode der Nachprüfung gemäß Versuch und Irrtum.

## Inhalte
In Auseinandersetzung mit dem logischen Positivismus stellt sich Popper die Aufgabe, ein Kriterium zu finden, empirische Wissenschaft gegen Mathematik und Logik, aber auch gegen Metaphysik abzugrenzen. Hierfür schlägt er die Falsifizierbarkeit einer von einer Theorie ableitbaren Hypothese durch Basissätze vor.
Nach dieser Einführung in die Grundprobleme der Erkenntnislogik wird die Unentbehrlichkeit von Festsetzungen innerhalb von Methodologie betont, in Abgrenzung zu einer naturalistisch aufgefassten Methodenlehre, die lediglich beschreibt, wie Wissenschaft tatsächlich betrieben wird.
Theorien, ihr unterschiedlicher Grad an Prüfbarkeit und Einfachheit und die empirische Basis als Prüfstein für deren Falsifizierbarkeit werden als Bausteine einer Theorie der Erfahrung analysiert. Des Weiteren werden den Fragen von Wahrscheinlichkeit und der Bewährung sowie der Quantenmechanik entsprechende Kapitel gewidmet.
Das Buch wurde mehrfach aufgelegt und noch bis kurz vor dessen Tod im Jahre 1994 durch den Autor um weitere Anhänge ergänzt.

## Die beiden Grundprobleme der Erkenntnistheorie
Es besteht ein enger Zusammenhang zwischen der Logik der Forschung und dem  Buch Die beiden Grundprobleme der Erkenntnistheorie, das Popper zuvor verfasst hatte, welches aber erst sehr viel später veröffentlicht wurde. Während Popper selbst angab, dass die Logik der Forschung hauptsächlich eine gekürzte Fassung des zweiten Bandes ist, führte Malachi Haim Hacohen einige Argumente für die These an, dass das Buch unabhängig entstanden sei. Wesentliche Teile des Manuskripts der Grundprobleme fehlen – entweder weil sie für das Manuskript der Logik verwendet wurden, wenn man der Auffassung von Popper folgt, oder weil sie (nach Hacohens Ansicht) nie vorhanden waren.

## Rezeption
Popper hat sich ausdrücklich gegen folgende Missverständnisse und Fehlinterpretationen verwahrt:
- Dass die ursprüngliche Veröffentlichung in einer Buchreihe des Wiener Kreises die Vermutung nahelege, er sei selbst ein Positivist (siehe u. a. Positivismusstreit).[3]
- Dass er in der Logik der Forschung die endgültige Widerlegbarkeit von wissenschaftlichen Theorien vertreten habe.[4]
- Dass er die Falsifizierbarkeit als Sinnkriterium habe einführen wollen.
- Dass er Kriterien für die dynamische Gesamtheit der nach dem Stand der Forschung allgemein akzeptierten Theorien finden wollte, statt eines statischen Kriteriums für alle – wahren und falschen – empirisch-wissenschaftlichen Theorien.[5]
- Dass die im Buch beschriebene Methode sich genau so aus der Wissenschaftsgeschichte ergebe.
- Dass seine erkenntnistheoretischen Überlegungen von seinem Studium der Psychologie (in der Traditionslinie Oswald Külpe – Würzburger Schule – Karl Bühler) wesentlich beeinflusst waren und seine „Angriffe gegen die Positivisten […] dann als direkte Weiterführung der Angriffe verstanden werden [können], die Koffka und Bühler schon vorher gegen die Assoziationspsychologie gerichtet hatten“.[6]

Darüber hinaus merkte Popper an, dass das Buch von Personen kritisiert worden sei, die es offenkundig nicht gelesen hätten.